# Куркийокский район
Куркийокский район — административно-территориальная единица в составе Карело-Финской ССР и Карельской АССР, существовавшая в 1940—1958 годах. Центром района первоначально было село Куркиёки, затем — город Лахденпохья.
Куркийокский район был образован в июле 1940 года в составе Карело-Финской ССР на территории, присоединённой к ССР по результатам советско-финской войны. По данным на 1 января 1941 года район включал рабочий посёлок Лахденпохья и 12 сельсоветов.
С 15 августа 1952 по 23 апреля 1953 года район входил в состав Петрозаводского округа.
12 августа 1958 года Куркийокский район был упразднён, а его территория передана в Сортавальский район.